# App store optimization
L'app store optimization (ASO) è il processo finalizzato al miglioramento della visibilità di una mobile app in un app store (come ad esempio le app dell'App Store di iOS, del Google Play di Android e del Microsoft Store di Windows); si tratta di un processo simile quello del search engine optimization (SEO) per i siti web. 
Nello specifico, la ASO include i processi che mirano a raggiungere i posizionamenti più alti nei risultati di ricerca sugli app store, e nelle rispettive classifiche.

## Obiettivi
I marketer ASO, analogamente a quanto succede nella SEO, lavorano ottimizzando i contenuti affinché il motore di ricerca li posizioni più in alto nella search engine results page, generando più traffico verso il contenuto stesso. I principali obiettivi della ASO sono:
- essere trovati più facilmente dagli utenti negli app store, il principale sistema utilizzato per scoprire nuove applicazioni;
- ottenere un posizionamento migliore dei concorrenti;
- ottenere un posizionamento migliore dei keywords specifiche;
- ottenere un posizionamento migliore nella ricerca semantica Google per le applicazioni;
- creare grafiche accattivanti (icone, screenshot, video promozionali) per aumentare le possibilità di download.